# Distretto di Pathanamthitta
Il distretto di Pathanamthitta è uno dei 14 distretti dello stato federale indiano del Kerala. Fu formato il 1º novembre 1982, con capoluogo la città di Pathanamthitta.
Si tratta di un distretto dell'entroterra, situato nella parte meridionale dello stato, e confina con i distretti di Kottayam e Idukki a nord, Quello di Alappuzha ad ovest, il Distretto di Kollam a sud ed il Tamil Nadu ad est. Storicamente, faceva parte dell'area centrale del Regno di Travancore; il nome della città (e del distretto) deriva dalla fusione delle due parole malayalam pathanam e thitta, che significano "case sulla sponda".
I talukas (sottodivisioni) sono: Adoor (capoluogo Adoor), Kozhencherry (Pathanamthitta), Ranni (Ranni), Mallapally (Mallapally) e Tiruvalla (Tiruvalla)

## Geografia e società
Il distretto può essere diviso in due settori geografici: la pianura, la parte più densamente popolata e coltivata, e le montagne, ricoperte da foreste e scarsamente abitata. Oltre il 50% del territorio è coperto da foreste, fra le quali si trovano numerosi villaggi.

A valle si coltiva la palma da cocco, l'albero della gomma, riso e pepe, mentre in collina predominano le piantagioni da tè.

Numerosi sono i bacini artificiali, che vengono sfruttati per la produzione di energia elettrica; gli invasi principali si trovano sul fiume Pamba, il più importante della zona.

Il clima è tropicale monsonico, con abbondantissime precipitazioni durante la stagione in cui spira in monsone di sud-ovest (giugno-agosto).
Il distretto di Pathanamthitta è stato il primo in India ad essere completamente esente dalla poliomielite.

## Monumenti e luoghi d'interesse
Pandalam, antichissima capitale del Regno di Travancore, è una località conosciuta per i suoi manieri antichi, nonché come centro spirituale: secondo la tradizione, le divinità Ayyapa e Sabarimala sarebbero originarie di questo luogo.

La cascate di Perunthenaruvi hanno un'altezza di circa 30 metri, e sono ben visibili dalla strada che collega il capoluogo a Kollam.

La riserva naturale di Kakki occupa un'area fittamente ricoperta dalla giungla, in cui abbondano, tra le innumerevoli specie, elefanti e tigri, nelle radure.